# 吾桑駅
吾桑駅（あそうえき）は、高知県須崎市吾井郷（あいごう）にある四国旅客鉄道（JR四国）土讃線の駅。駅番号はK16。標高25.8 m。

## 歴史

### 年表
- 1924年（大正13年）3月30日：開業[3]。
- 1969年（昭和44年）10月1日：配達の取扱を廃止[3]。
- 1970年（昭和45年）10月1日：無人駅化[4]（簡易委託駅化）。同時に営業範囲を一般運輸営業から旅客及び手到着小荷物（特別扱新聞紙に限る。）に変更[3][5]。
- 1987年（昭和62年）4月1日：国鉄分割民営化により、四国旅客鉄道の駅となる[3]。
- 時期不明：簡易委託解除。

### 駅名の由来
当駅の所在地「吾井郷」と、温泉のある「桑田山」を合成した開業当時の村名「吾桑村」に由来する。

## 駅構造
相対式ホーム2面2線の交換可能駅である。また木造駅舎が残り、かつては付近の堅田酒店で乗車券を発売する簡易委託駅となっていたが、2021年現在では行われていない。
スプリングポイント（12番両開き）を使用しているので、通過列車も45km/h制限を受ける。

### のりば
| のりば | 路線    | 方向 | 行先               |
| ------ | ------- | ---- | ------------------ |
| 1      | ■土讃線 | 上り | 高知・土佐山田方面 |
| 2      | ■土讃線 | 下り | 須崎・窪川方面     |

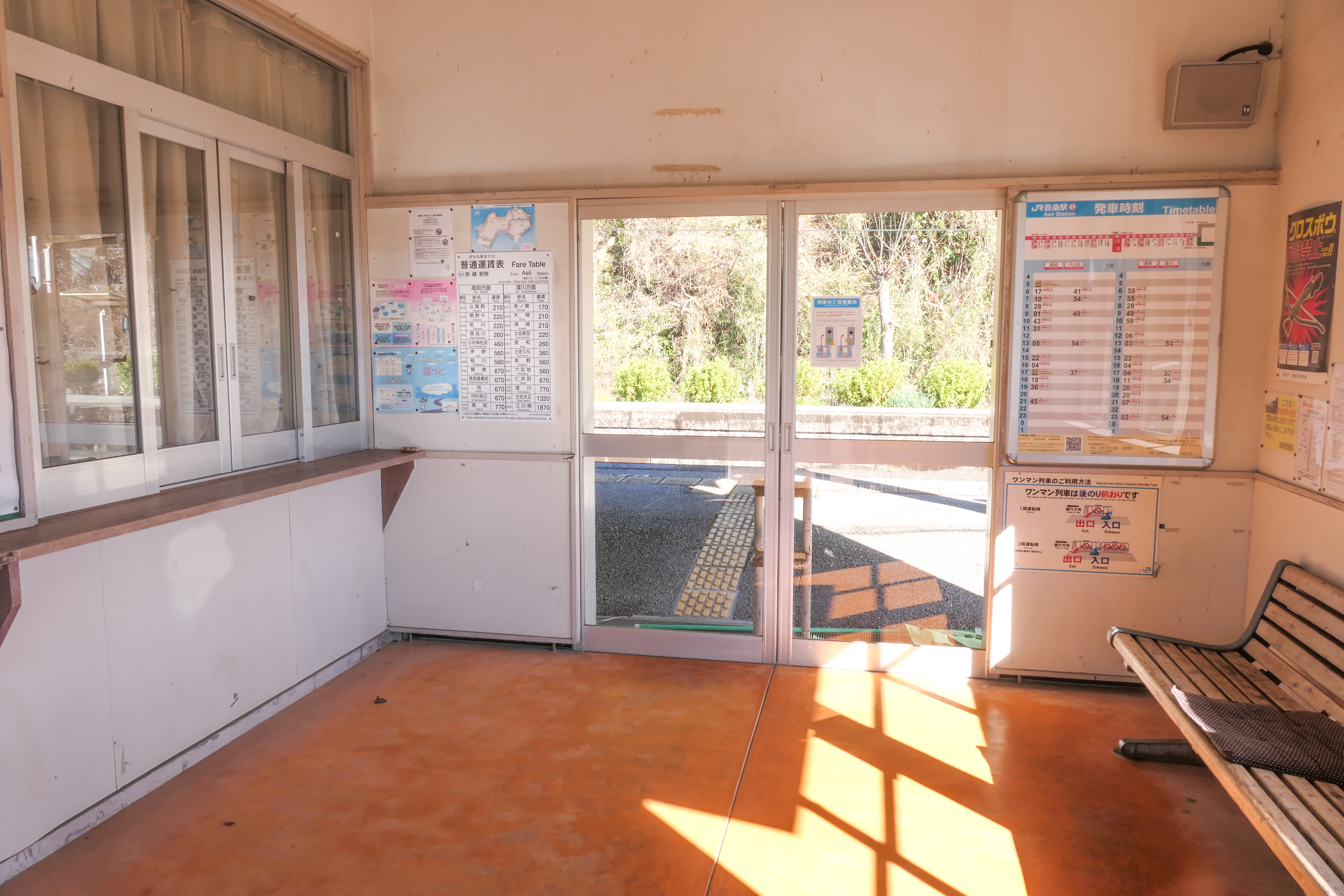
駅舎内（2021年12月）
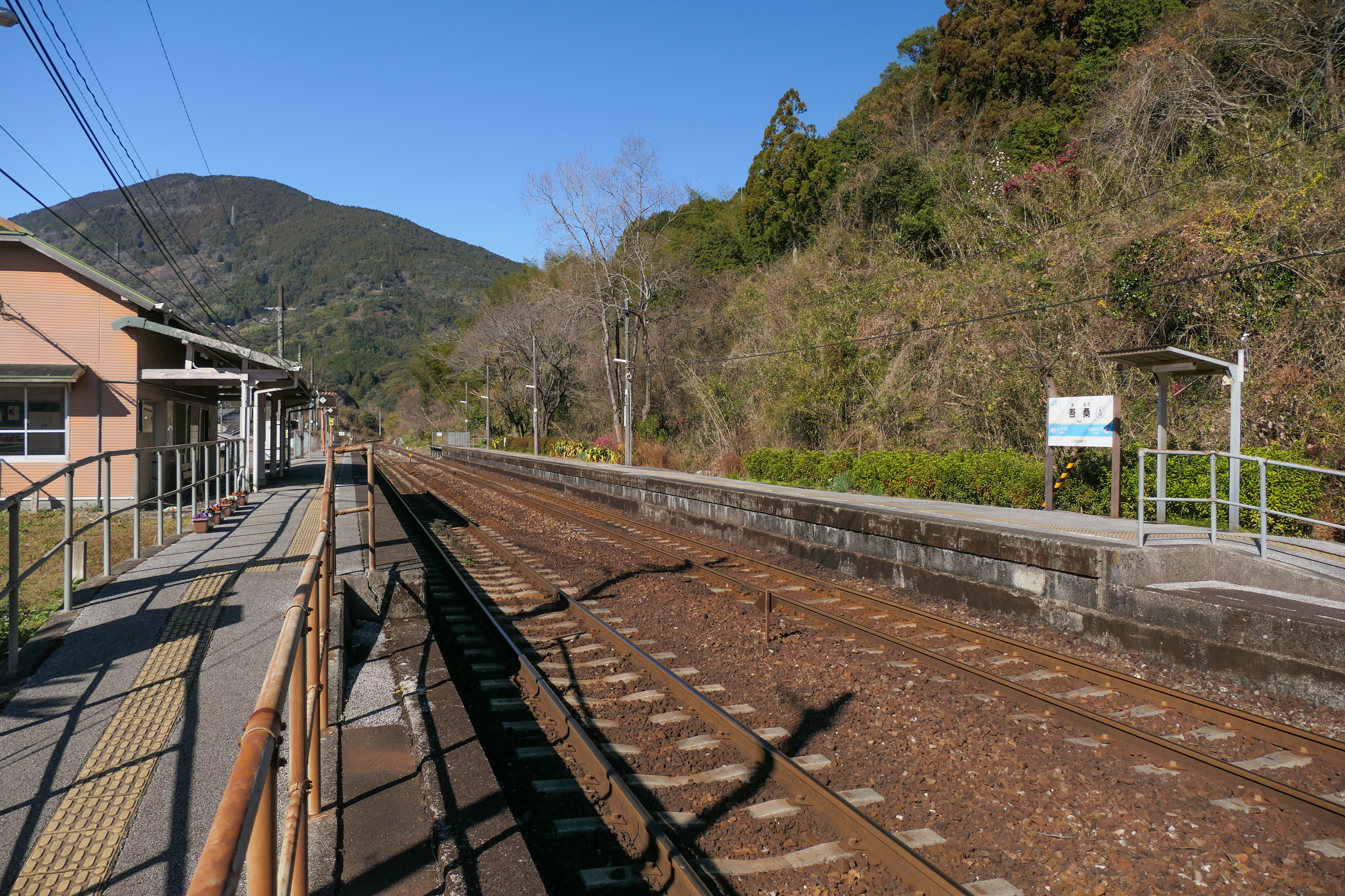
ホーム（2021年12月）
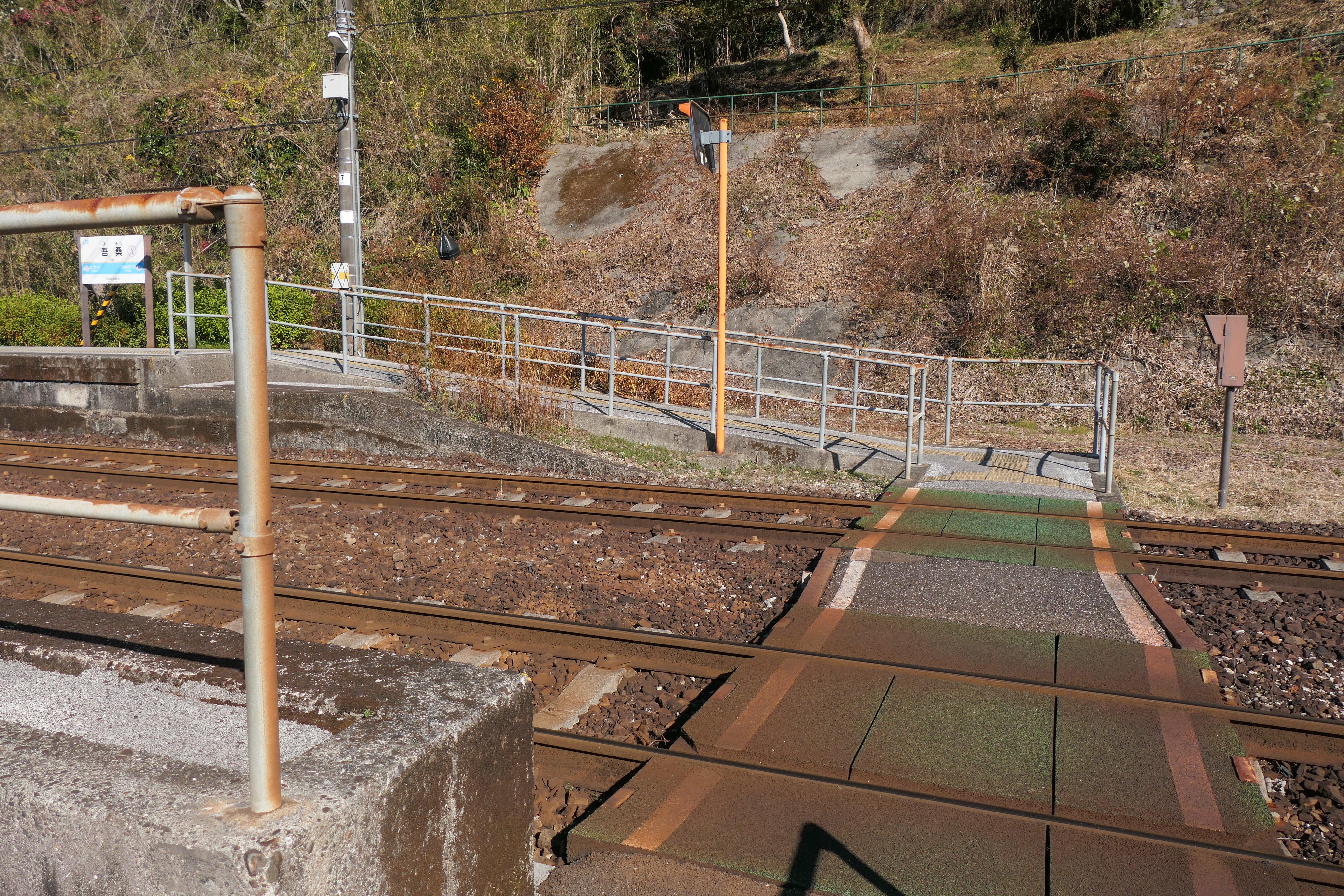
構内踏切（2021年12月）

## 利用状況
| 1日乗降人員推移 | 1日乗降人員推移 |
| 年度            | 1日平均人数     |
| --------------- | --------------- |
| 2011年          | 146             |
| 2012年          | 128             |
| 2013年          | 96              |
| 2014年          | 98              |
| 2015年          | 94              |

## 駅周辺
- 桑田山温泉 - 冷水泉
- 蟠蛇森 - 車で上がることができる。ただし、ダート道なので運転には注意が必要。
- 堅田酒店 - 切符販売
- 吾桑トンネル

## 隣の駅
四国旅客鉄道（JR四国）
■土讃線
■普通
斗賀野駅 (K15) - 吾桑駅 (K16) - 多ノ郷駅 (K17)